# Uroderma bilobatum
El murciélago orejiamarillo o murciélago de campamento (Uroderma bilobatum), es una especie desde la familia de filostómidos, que se distinguen por las proyecciones de su nariz, usadas para direccionar su sonar. Habita en los bosques desde México hasta el norte de Sudamérica.

## Descripción
Alcanza entre 5,4 y 7,4 cm de longitud del cuerpo incluida la cabeza; de 39 a 45 cm de longitud del antebrazo; entre 1,3 a 1,9 cm de longitud del uropatagio y de 0,9 a 1,3 cm de longitud del pie. Pesa entre 13 y 21 g. El cuerpo generalmente es de color marrón. La cara está surcada con cuatro rayas blancas. En la parte baja del dorso presenta una franja central brillante y las orejas tienen borde amarillo. Sobre la nariz se levanta una uña u hoja puntiaguda, que en su base presenta una protuberancia carnosa en forma de herradura. La cola es apenas visible.

## Distribución
Habita las selvas tropicales, y ocasionalmente en huertos o plantaciones de las tierras bajas, en Belice, Bolivia, Brasil, Colombia, Costa Rica, Ecuador, El Salvador, Guayana Francesa, Guatemala, Guyana, Honduras, México, Nicaragua, Panamá, Perú, Surinam, Trinidad y Tobago y Venezuela.

## Comportamiento
Construyen refugios en forma de tiendas de campaña a partir de hojas de palma o de hojas de plátano. Allí se protegen de los depredadores y del clima. Durante el día, acampan grupos de dos a cincuenta animales se congregan bajo las hojas. La dieta principal consiste en frutas y de néctar que consiguen triturado las frutas o flores. Además se alimentan de insectos, que a veces atrapan con el antebrazo mientras consumen una fruta. Se ha observado que las hembras están preñadas entre diciembre y julio en América Central y en enero, julio, agosto, septiembre y noviembre en América del Sur. Por lo general, nace una sola cría.

## Importancia sanitaria
Esta especie es considerada como vector biológico de la rabia.